# Paenhuys (Vorsen)

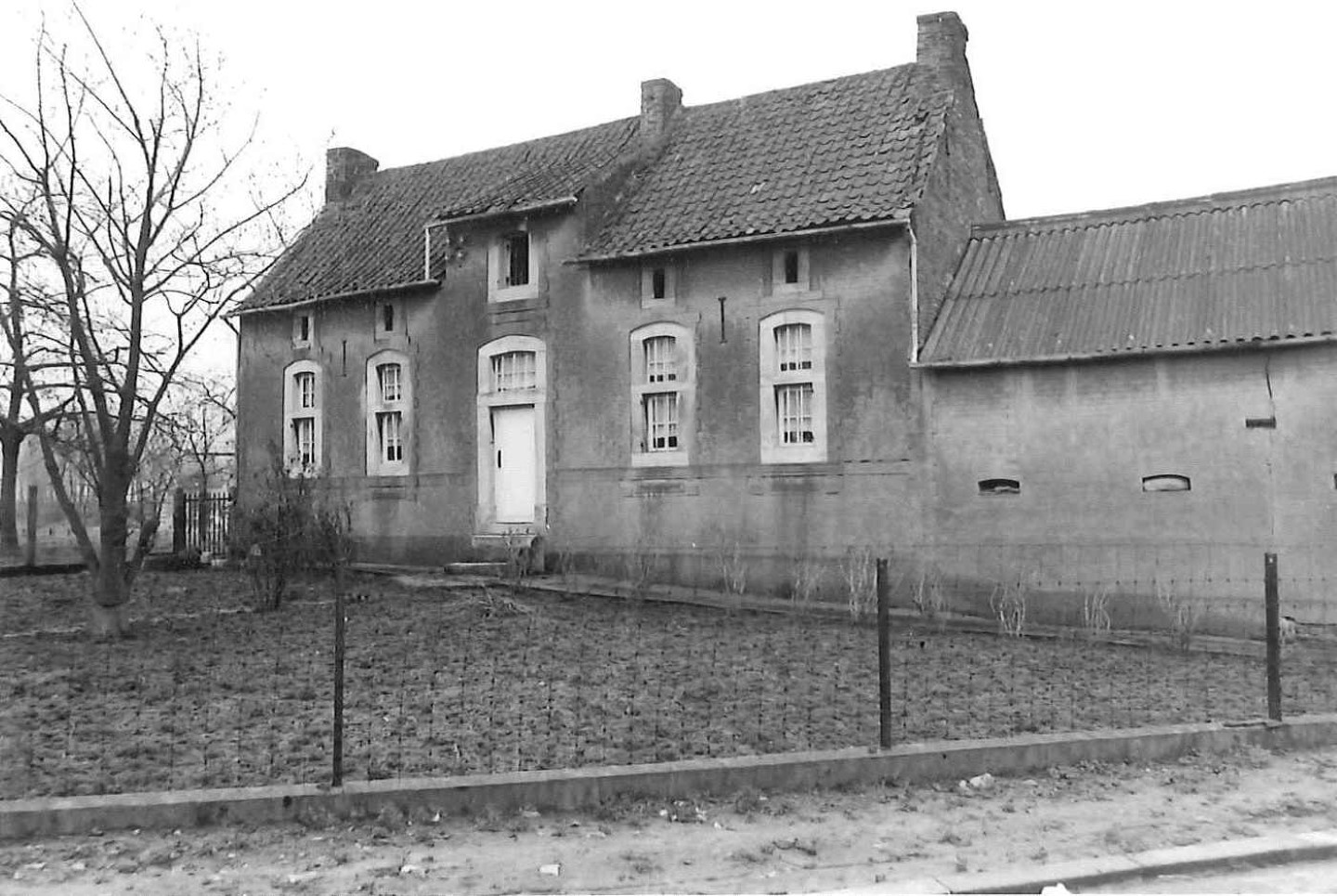

Het Paenhuys was een banbrouwerij, gelegen aan Brouwerijstraat 2 te Vorsen.
Deze brouwerij was verbonden aan de Jadoulhoeve, die toebehoorde aan de Abdij van Susteren. Na 1755 werd deze geheel herbouwd. De brouwerij verdween echter, in plaats daarvan verscheen in 1926 een bijgebouw. Het woonhuis is nog 18e-eeuws.